# Denis Svoboda
Denis Svoboda (* 13. září 2005, Brno) je český hokejový obránce hrající za tým HC Kometa Brno v Tipsport extralize.

## Statistiky

### Klubové statistiky
| Sezóna      | Klub           | Soutěž      |    | Základní část | Základní část | Základní část | Základní část | Základní část |   | Play off | Play off | Play off | Play off | Play off |
| Sezóna      | Klub           | Soutěž      | Z  | G             | A             | B             | TM            | Z             | G | A        | B        | TM       |          |          |
| 2023/24     | HC Kometa Brno | ČHL-20      | 47 | 10            | 25            | 35            | 30            | 15            | 3 | 8        | 11       | 31       |          |          |
| 2024/25     | HC Kometa Brno | ČHL         | 7  | 0             | 0             | 0             | 0             | —             | — | —        | —        | —        |          |          |
| ČHL celkově | ČHL celkově    | ČHL celkově | 7  | 0             | 0             | 0             | 0             | —             | — | —        | —        | —        |          |          |